# Downhill ai World Skate Games
Il downhill è inserito nel programma dei World Skate Games dalla prima edizione che si è svolta nel 2017.

## Edizioni
| Giochi | Anno | Sede         | Gare |
| ------ | ---- | ------------ | ---- |
| I      | 2017 | Nanchino     | 4    |
| II     | 2019 | Barcellona   | 4    |
| III    | 2022 | Buenos Aires | 4    |
| IV     | 2024 | Roma         | 4    |

## Medagliere complessivo
Aggiornato alla quarta edizione
| Posiz. | Nazione  | Oro | Argento | Bronzo | Totale |
| ------ | -------- | --- | ------- | ------ | ------ |
| 1      | Italia   | 5   | 5       | 3      | 13     |
| 2      | Francia  | 4   | 4       | 3      | 11     |
| 3      | Svizzera | 3   | 0       | 1      | 4      |
| 4      | Spagna   | 2   | 1       | 2      | 5      |
| 4      | Colombia | 2   | 1       | 2      | 5      |
| 6      | Germania | 0   | 2       | 3      | 5      |
| 7      | Cile     | 0   | 1       | 1      | 2      |
| 8      | Romania  | 0   | 1       | 0      | 1      |
| 8      | Polonia  | 0   | 1       | 0      | 1      |
| 10     | Messico  | 0   | 0       | 1      | 1      |
| Totale | Totale   | 16  | 16      | 16     | 48     |